# قائمة المواقع والمعالم المصنفة في ولاية البويرة
هذه قائمة حصرية للمواقع الأثرية و المعالم التاريخية المصنفـــة حسب وزارة الثقافة والاتصال (الجزائر) لولاية البويرة
| رقم    | اسم                                                             | وصف | موقع | مدينة | قسم     | الإحداثيات | صورة |
| ------ | --------------------------------------------------------------- | --- | ---- | ----- | ------- | ---------- | ---- |
| 10-001 | غابة ازرو , و مضايق تاوبالت و تيكجدة منظر طبيعي بشلول           |     |      |       | البويرة |            | صورة |
| 10-002 | ( كتابة و قطع قديمة مودعة في الساحة التابعة للدولة (سور الغزلان |     |      |       | البويرة |            | صورة |